# دانشکده مواد دانشگاه علم و صنعت ایران
دانشکده مهندسی مواد و متالورژی دانشگاه علم و صنعت بنیان‌گذار آموزش مهندسی متالورژی و سرامیک در ایران است. این دانشکده ابتدا در سال ۱۳۳۶ با عنوان گروه ریخته‌گری و ذوب فلزات در هنرسرای عالی فنی تأسیس شد و پس از آن با تبدیل دانشکده علم و صنعت به دانشگاه، بخش متالورژی نیز در سال ۱۳۵۷ به دانشکده مهندسی مواد و متالورژی تغییر پیدا کرد.
این دانشکده با در اختیار داشتن ۳۴ نفر عضو هیئت علمی یکی از بزرگترین کادرهای آموزشی و تحقیقاتی مهندسی مواد و متالورژی در کشور است.

## تاریخچه
ابتدا در سال ۱۳۳۶ گروه ریخته‌گری و ذوب فلزات در هنرسرای عالی فنی تأسیس شد و سپس در ۱۳۵۷ به دانشکده مهندسی مواد و متالورژی تغییر پیدا کرد. این دانشکده پس از انقلاب فرهنگی در سال ۱۳۶۲ در گرایش مهندسی سرامیک شروع به پذیرش دانشجو نمود. در سال ۱۳۶۳ دوره کارشناسی ارشد ناپیوستۀ شناسایی و انتخاب مواد فلزی و در سال ۱۳۶۶ دورۀ کارشناسی ارشد سرامیک و سرانجام در ۱۳۷۰ دوره دکترای مواد، برای اولین بار در ایران در این دانشکده تأسیس گردید. واهاک مارقوسیان پدر سرامیک ایران از اساتید اولیه این دانشکده بوده‌است.